# Boa (abbigliamento)

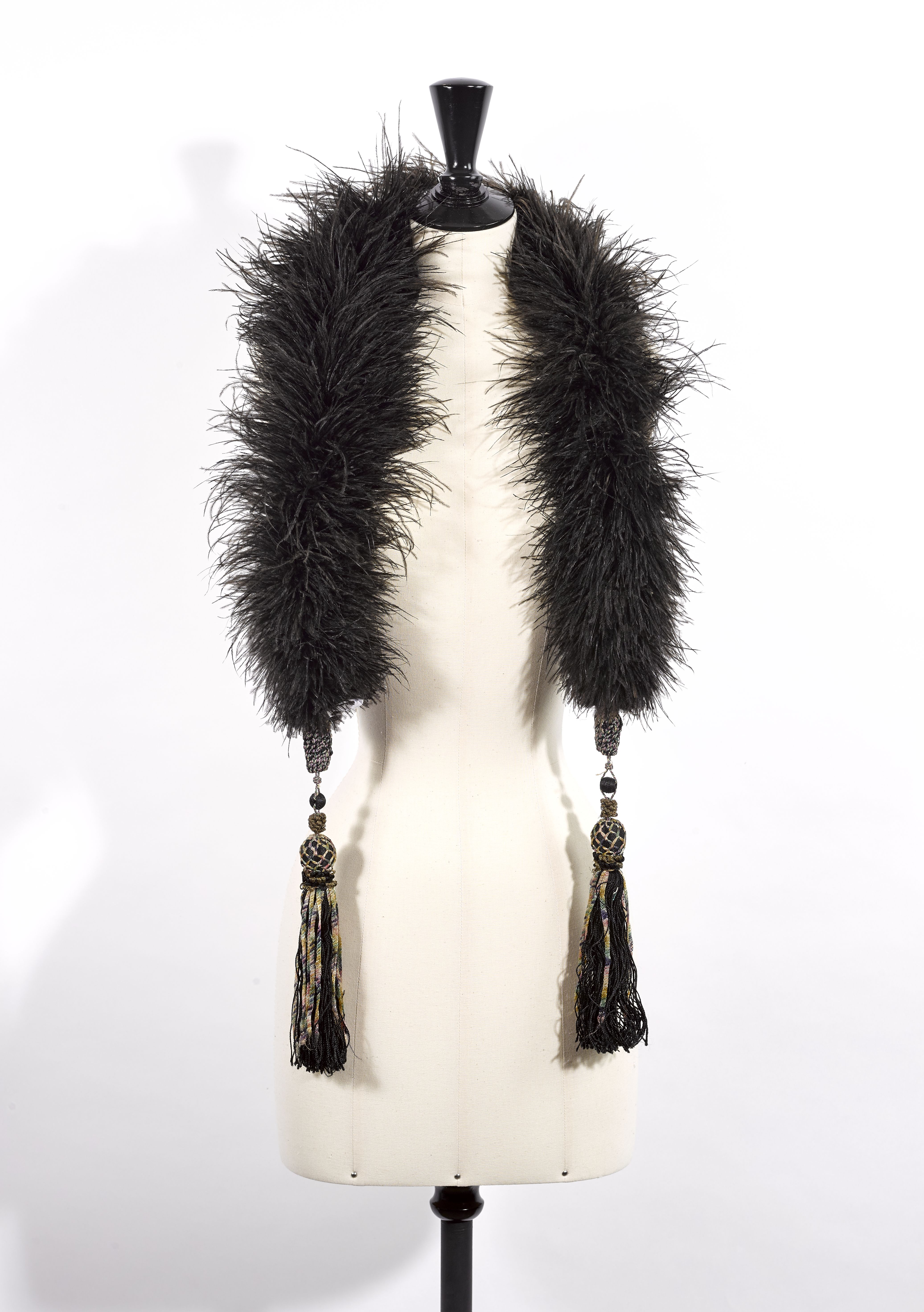
Boa di piume di struzzo

Il boa è una sciarpa a forma di serpente che, a seconda dei casi, è ricoperta di piume di struzzo o di pelliccia. Il boa deve il suo nome al fatto che, come l'animale da cui prende il nome, avvolge il collo o le spalle di chi lo porta.

## Storia

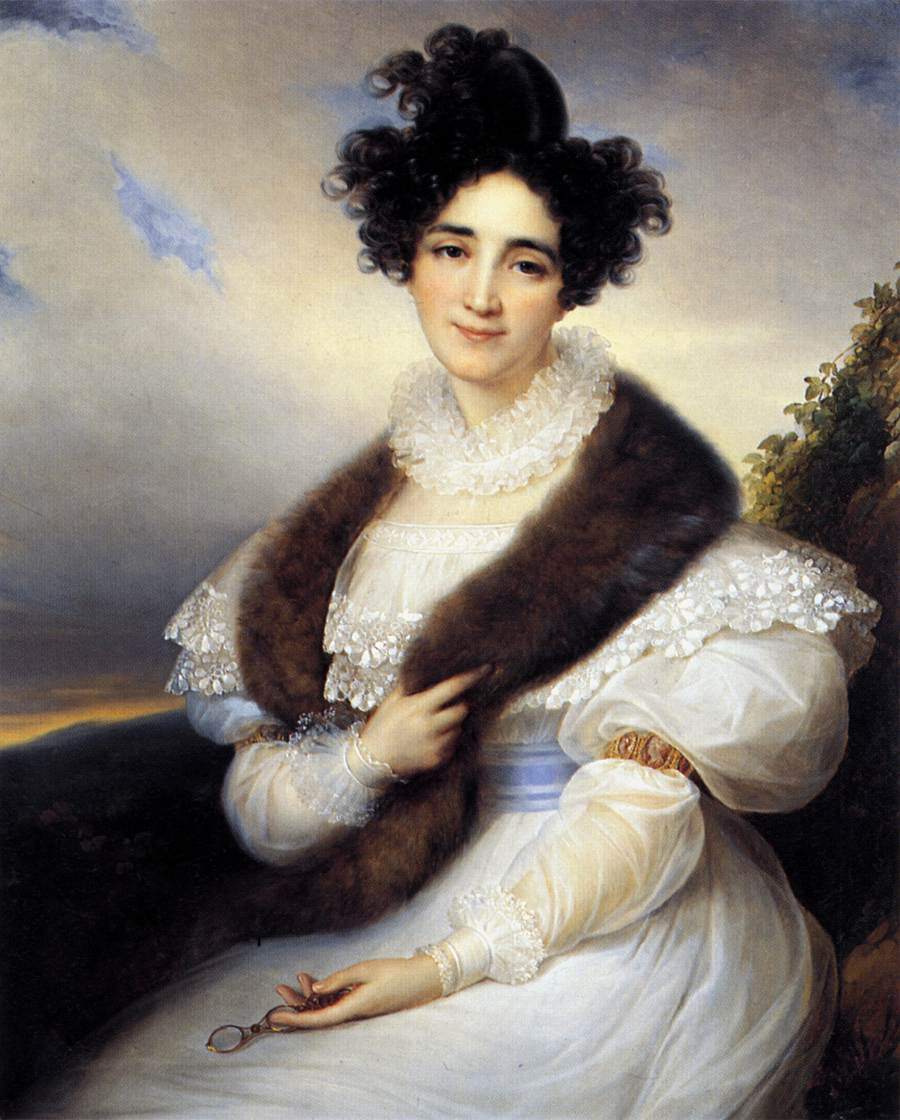
Ritratto di Marie J. Lafont-Porcher (ca. 1835) di François Kinson

Il boa nacque come variante della palatina, che era indossata Enrichetta d'Inghilterra, la cognata di Luigi XIV. Inizialmente, il boa era in pelliccia, e veniva utilizzato nell'Ottocento per coprire le scollature e le spalle nude dei modelli da sera. Durante la Belle Époque, il boa di piume rimpiazzò quello di pelliccia, e divenne simbolo di una sensualità femminile esplicita. Il boa raggiunse il massimo fulgore negli anni venti, per poi ritornare in auge durante alcuni revival nel corso del Novecento.